# Simon Ernst
Simon Ernst (Düren, 2 de abril de 1994) es un jugador de balonmano alemán que juega de central en el SC DHfK Leipzig de la Bundesliga. Es internacional con la selección de balonmano de Alemania.
Con la selección ganó la medalla de oro en el Campeonato Europeo de Balonmano Masculino de 2016 y la medalla de bronce en el Campeonato Mundial de Balonmano Masculino Junior de 2015.
Fue nombrado mejor lateral izquierdo del Mundial Junior de 2015 que se disputó en Brasil.

## Clubes
- TSV Bayer Dormagen (2012-2014)
- VfL Gummersbach (2014-2018)
- Füchse Berlin (2018-2021)
- SC DHfK Leipzig (2021- )